# Raimon Arola Ferrer
Raimon Arola Ferrer (Tarragona 1956), és un historiador de l'art, professor universitari i poeta català.
Llicenciat en Filosofia i Lletres, i doctorat en Història de l'Art per la Universitat Autònoma de Barcelona, ha exercit com a professor d'història de l'art a la Facultat de Belles Arts de la Universitat de Barcelona des de l'any 1979, i com a titular des de 1987 fins al 2018. També ha impartit cursos a la Universitat Ramon Llull i a la Universitat Complutense de Madrid. Ha format part de la direcció d'Arola Editors i dirigeix el web: “Arsgravis”. Durant la seva trajectòria s'ha especialitzat en l'estudi dels símbols de món medieval, però també en el pensament simbòlic d'altres èpoques i cultures, impartint cursos sobre simbologia i iconologia. És especialista en simbologia sagrada, art i tradició hermètica. Com a poeta, el darrer dels seus poemaris és La llum i les Semences, on proposa arribar als límits del pensament tradicional per deixar fluir les paraules.

## Publicacions
- Simbolismo del Templo (1986)
- Textos y glosas sobre el arte sagrado (1990)
- Las estatuas vivas. Ensayo sobre arte y simbolismo (1995)
- El Tarot de Mantegna (1997)
- Los amores de los dioses. Mitología y alquimia (1999)
- La cábala y la alquimia en la tradición espiritual de Occidente (siglos XV-XVII) (2002 /2012)
- Alquimia y religión. Los símbolos herméticos del siglo XVII (2008)